# Gütenbach
Gütenbach település Németországban, azon belül Baden-Württembergben. Lakosainak száma 1119 fő (2023. december 31.).

## Népesség
A település népessége az elmúlt években az alábbi módon változott:
| Lakosok száma | 1522 | 1768 | 1671 | 1485 | 1443 | 1488 | 1395 | 1286 | 1174 | 1119 |
|               | 1961 | 1967 | 1974 | 1980 | 1987 | 1993 | 2000 | 2006 | 2013 | 2023 |